# Stadelhof (Weißenburg)
Stadelhof ist ein Gemeindeteil der Großen Kreisstadt Weißenburg in Bayern im Landkreis Weißenburg-Gunzenhausen (Mittelfranken, Bayern). Stadelhof liegt in der Gemarkung Dettenheim.

## Geographie
Die Einöde liegt auf einer Höhe von 470 bis 480 m ü. NHN in der Fränkischen Alb, unweit südöstlich von Weißenburg, am Westrand des Weißenburger Stadtwalds. Südöstlich entspringt der Kühlenbach. Eine Straße verbindet den Ort mit der nahen Bundesstraße 2. Unweit westlich liegt der Weiler Markhof, südöstlich das Dorf Haardt.

## Geschichte
Im Jahre 1846 sind in Stadelhof ein Haus, zwei Familien und zwölf Bewohner verzeichnet. 1871 lebten dort in vier Gebäuden elf Menschen mit vier Pferden und 16 Rindviechern. Stadelhof gehörte vor der bayerischen Gebietsreform vom 1. Juli 1972 der Gemeinde Dettenheim an.
Kirchlich gehört der Ort zur evangelischen Weißenburger Stadtkirche St. Andreas im Evangelisch-Lutherischen Dekanat Weißenburg sowie zur katholischen Kirchengemeinde St. Willibald in Weißenburg im Dekanat Weißenburg-Wemding im Bistum Eichstätt.

## Baudenkmäler
Das Gebäude Stadelhof 1 ist ein als Baudenkmal in die Bayerische Denkmalliste eingetragenes Bauernhaus.